# جيريمي جاكسون (مقاتل)
جيريمي جاكسون (بالإنجليزية: Jeremy Jackson) هو فنان قتال مختلط أمريكي، ولد في 19 سبتمبر 1982 في غاردين غروفي في الولايات المتحدة.

## وصلات خارجية
- جيريمي جاكسون على موقع يو إف سي (الإنجليزية)
- جيريمي جاكسون على موقع شيردوغ (الإنجليزية)
- جيريمي جاكسون على موقع IMDb (الإنجليزية)